# Mike Kinsella
Mike Kinsella (4 de marzo de 1977) es uno de los tres músicos en su familia, además de su hermano Tim Kinsella y su primo Nate Kinsella. Es el colaborador en muchas bandas provenientes de Illinois, entre las que destacan Cap'n Jazz, Joan of Arc, Owls, Owen y American Football. Fue el primero en ser reconocido en la escena musical de Cap'n Jazz, formada por su hermano Tim en 1989 cuando él apenas tenía 12 años. El año 2001, Kinsella lanza su proyecto solista llamado Owen. También formó el proyecto musical "The Shirts & The Skins", junto con su esposa.
En la actualidad Mike continúa tocando como Owen. Su última gira se realizó en Tokio, Japón.

## Discografía
| Año  | Título                                     | Banda                   | Discográfica         | Formato            | Información Adicional               |
| ---- | ------------------------------------------ | ----------------------- | -------------------- | ------------------ | ----------------------------------- |
| 1994 | Burritos...(AKA: Schmap’n Schmazz)         | Cap'n Jazz              | Man With Gun Records | LP/CD              | Batería/Voz                         |
| 1997 | A Portable Model of...                     | Joan of Arc             | Jade Tree Records    | LP/CD              | Batería                             |
| 1998 | Analphabetapolothology                     | Cap'n Jazz              | Jade Tree Records    | 2xCD               | Cap'n Jazz Anthology. Batería/Voz   |
| 1998 | American Football                          | American Football       | Polyvinyl Records    | EP/CD              | Guitarra/Voz                        |
| 1999 | American Football                          | American Football       | Polyvinyl Records    | LP/CD              | Bajo/Voz                            |
| 1999 | Live in Chicago                            | Joan of Arc             | Jade Tree Records    | LP/CD              | Batería, no es un álbum en vivo.    |
| 2000 | Gap                                        | Joan of Arc             | Jade Tree Records    | LP/CD              | Batería                             |
| 2000 | The Jordan Marx EP                         | Dantom Sucks Theory     | Desconocido          | EP/CD              | Tocando la canción "Sexy"           |
| 2001 | Owls                                       | Owls                    | Jade Tree Records    | LP/CD              | Batería                             |
| 2001 | Owen                                       | Owen                    | Polyvinyl Records    | CD                 | Guitarra/Voz                        |
| 2002 | Heart's Desire                             | Niamh Parsons           | Green Linnet         | CD                 | Armónica                            |
| 2002 | No Good For No One Now                     | Owen                    | Polyvinyl Records    | CD                 | Guitarra/Voz                        |
| 2002 | Open Ground                                | Kyle Fischer            | Polyvinyl Records    | CD                 | Drums                               |
| 2003 | Best of Altan                              | The Songs Altan         | Green Linnet Records | CD                 | Armónica                            |
| 2003 | In Rape Fantasy and Terror Sex We Trust    | Joan of Arc             | Perishable Records   | CD                 | Bajo, Percusión, Batería            |
| 2003 | So Much Staying Alive and Lovelessness     | Joan of Arc             | Jade Tree Records    | CD                 | Bajo, Batería                       |
| 2004 | Anyone in Love With You (Already Knows)    | Rainer Maria            | Polyvinyl Records    | CD                 | Tambor                              |
| 2004 | The Rutabega/Owen Split EP                 | Owen                    | Polyvinyl Records    | CD                 | Guitarra/Voz                        |
| 2004 | Total Eclipse of the Heart                 | The Love of Everything  | Record Label Records | CD                 | Batería                             |
| 2004 | The EP                                     | Owen                    | Polyvinyl Records    | CD                 | Guitar/Vocals                       |
| 2004 | Joan of Arc, Dick Cheney, Mark Twain       | Joan of Arc             | Polyvinyl Records    | CD                 | Batería                             |
| 2005 | I Do Perceive                              | Owen                    | Polyvinyl Records    | CD                 | Guitarra/Voz                        |
| 2005 | Association of Utopian Hologram Swallowers | Owen                    | Polyvinyl Records    | CD                 | Guitarra/Voz                        |
| 2005 | Presents Guitar Duets                      | Joan of Arc             | Record Label Records | CD                 | Guitarra                            |
| 2006 | At Home With Owen                          | Owen                    | Polyvinyl Records    | CD                 | Guitarra/Piano/Voz                  |
| 2007 | Many Times I've Mistaken                   | Joan of Arc             | Polyvinyl Records    | EP/CD              | Guitarra                            |
| 2007 | Owen/The City on Film Split 7"             | Owen                    | Red Cars Go Faster   | 7" Vinillo         | Guitarra/Piano/Organo/Voz           |
| 2008 | Boo Human                                  | Joan of Arc             | Polyvinyl Records    | LP/CD              | Batería                             |
| 2009 | The Seaside EP                             | Owen                    | Polyvinyl Records    | CD                 | Guitarra/Voz                        |
| 2009 | New Leaves                                 | Owen                    | Polyvinyl Records    | CD                 | Guitarra/Voz                        |
| 2010 | Abandoned Bridge                           | Owen                    | Polyvinyl Records    | 7" EP              | Guitarra/Voz/etc.                   |
| 2010 | Darling, Darling                           | Crissi Cochrane         | Independiente        | CD                 | Batería/Guitarra                    |
| 2011 | Oh, Evelyn                                 | Owen                    | Polyvinyl Records    | 7" EP              | Guitarra/Voz/etc.                   |
| 2011 | Ghost Town                                 | Owen                    | Polyvinyl Records    | CD                 | Guitarra/Voz/etc.                   |
| 2013 | Their / They're / There                    | Their / They're / There | Polyvinyl Records    | CD, vinilo         | Batería                             |
| 2013 | L'Ami du Peuple                            | Owen                    | Polyvinyl Records    | CD, vinilo, casete | Guitarra, voz, batería, piano, bajo |
| 2013 | Analog Weekend                             | Their / They're / There | Polyvinyl Records    | CD, vinilo         | Batería                             |
| 2014 | TWO                                        | Owls                    | Polyvinyl Records    | CD, vinilo, casete | Batería                             |
| 2014 | Other People's Songs                       | Owen                    | Polyvinyl Records    | CD, vinilo, casete | Guitarra, voz, batería, piano, bajo |
| 2015 | Owen/Into It. Over It. Split EP            | Owen                    | Polyvinyl Records    | Vinilo             | Guitarra, voz, batería, piano, bajo |
| 2016 | The King of Whys                           | Owen                    | Polyvinyl Records    | Vinilo             | Guitarra, voz, batería, piano, bajo |
| 2016 | American Football (LP2)                    | American Football       | Polyvinyl Records    | CD, vinilo, casete | Guitarra, arreglos y vocales        |
| 2019 | American Football (LP3)                    | American Football       | Polyvinyl Records    | CD, vinilo, casete | Guitarra, arreglos y vocales        |
| 2020 | The Avalanche                              | Owen                    | Polyvinyl Records    | CD, vinilo, casete | Guitarra, arreglo y vocales         |